# راک ام رینگ و راک آیم پارک
راک ام رینگ (Rock am Ring) و راک ایم پارک (Rock im Park) نام فستیوال موسیقی است که هردو به شکل همزمان در آلمان برگزار می‌شوند در حالیکه راک ام رینگ در زمین مسابقه‌ای واقع در نوربورگرینگ در غرب آلمان برگزار شده، اما مکان برگزاری راک ایم پارک واقع در ورزشگاه فرانکن، نورنبرگ در جنوب آلمان می‌باشد.
معمولاً هردو جشنواره با یک ترکیب، یک ساختار و هردو به عنوان یک رویداد شناخته می‌شوند. کلیهٔ هنرمندان یک روز در نوربورگرینگ و روز دیگر در نورنبرگ در این رویداد سه روزه اجرا خواهند داشت. به استثناء سال گذشته که کلیه باندها در یکی از دو فستیوال اجرا داشتند.
راک ام رینگ و راک ایم پارک بزرگترین جشنواره موسیقی در آلمان و یکی از بزرگترین جشنواره‌های جهانی می‌باشد که حضور تنها بیش از ۱۵۰ هزار نفر تماشاگر در سال ۲۰۰۷، پیش از برگزاری هر دو رویداد را در خود دیده‌است.

## فستیوال ۲۰۱۲
گروه‌هایی که سال گذشته در فستیوال اجرا داشتند عبارتند از: از آی لای دایینگ، انترکس، ایوُلنیشن، بیلی تلنت، کریستال کستلز، دِویل درایور، دیک بریو اند بکبیتز، دای توتن حُسن، دوناتس، اینتر شیکری، اونسنس، اکسمپل، گاسیپ، جوجیرا، گوانا اپس، کسبین، کین، کورن، د کالتزکیس، کیلسوئیچ انگیج، لمب آو گاد، لکسی اند کی–پاول، لینکین پارک، مشین هد، د پرادیجی، مرلین منسون، متالیکا، اِم آی اِی. ، موتور هد، آف اسپرینگ، اپت، پرفری، شاینداون، اسکریلکس، ساوندگاردن، تینیشس دی، د سابویز و تریوییم.

## فستیوال ۲۰۱۱
سرخط باندهایی که در سال ۲۰۱۱ به اجرا پرداختند عبارت بودند از: سیستم آو اِ داون، کلدپلی و کینگز آو لئون. سایر گروه‌ها: دیستربد، آلتر بریج، راب زامبی، اینترپل، آونجد سونفولد، سوشال دیستورشن، وُلبیت، بیتاستِیک، آگوست بورنز رد، د باسهوس، هارتس، کورن، مدسن، مندو دیاو، د کوکز، سونداست، این فلیمز، تری دورز داون، لایفهاوس، د دویل ورز پرادا، اَش و د گسلایت آندم.
| صحنه مرکزی \|راک ام رینگ\|                                                                                     |                                                                                  |                                                                                             |
| سوم، جمعه | چهارم، شنبه                                                                      | پنجم، یکشنبه                                                                                |
| Kings of Leon Mando Diao Social Distortion The Gaslight Anthem Plain White T's We Are Scientists Thees Uhlmann | Coldplay Söhne Mannheims The Kooks Hurts Ash The Naked and Famous Morning Parade | System of a Down Beatsteaks Volbeat Avenged Sevenfold Hollywood Undead Millencolin Mastodon |